# Osservatorio di Versailles Saint Quentin en Yvelines
L'osservatorio di Versailles Saint Quentin en Yvelines (in francese, Observatoire de Versailles Saint Quentin en Yvelines) è un osservatorio astronomico affiliato con l'Università di Versailles Saint Quentin en Yvelines. Costruito a Guyancourt, Francia nel 2009, si concentra sui campi del cambiamento climatico e dello sviluppo sostenibile.